# سليمان عبد الهادي سليمان
الدكتور سليمان عبد الهادي سليمان أستاذ مصري في الهندسة الكهربائية يركز على قطاع الطاقة والآلات. منذ عام 1997 عمل أستاذا لتحليل نظم الطاقة الكهربائية في قسم الطاقة الكهربائية والآلات في جامعة عين شمس بالقاهرة.

## السيرة
حصل على بكالوريوس الهندسة الكهربائية والطاقة والآلات في عام 1973 ودرجة الماجستير في نفس المجال في عام 1977 وكلاهما من جامعة عين شمس. حصل عبد الهادي على الدكتوراه من جامعة ألبرتا في عام 1986.

### الخبرة في العمل ذات الصلة
شغل سليمان عددا من المناصب التدريسية في أقسام الهندسة الكهربائية في مجموعة متنوعة من الجامعات طوال حياته المهنية:
- معيد، جامعة عين شمس، 1973-1977.
- مدرس مساعد، جامعة عين شمس، 1977-1983.
- مدرس مساعد، جامعة ألبرتا، 1984-1986.
- أستاذ مساعد، جامعة عين شمس، 1986-1991.
- أستاذ مساعد، كلية الدراسات التكنولوجية، الكويت، 1992-1996.
- أستاذ زائر، جامعة ألبرتا، كندا، صيف 1986-1991.
- أستاذ مشارك، جامعة عين شمس، 1991-1996.
- أستاذ تحليل نظم الطاقة الكهربائية، قسم الطاقة الكهربائية والآلات، جامعة عين شمس القاهرة، جمهورية مصر العربية، يناير 1997 حتى الآن.
- أستاذ زائر، جامعة دالهاوسي، نوفا سكوشا، صيف 1998 و 1999 و 2000 و 2001.
- رئيس قسم الهندسة الكهربائية، جامعة قطر، فبراير 2004 حتى خريف 2005. قبل فترة ولايته ثم في الجامعة شغل منصب رئيس تحرير مجلة الهندسة من 2002 إلى 2005.
- أستاذ زائر، جامعة السلطان قابوس، مسقط، سلطنة عمان، خريف 2006.

كما شغل منصب نائب عميد شؤون الطلبة ورئيس قسم هندسة الطاقة الكهربائية في جامعة مصر للعلوم والتكنولوجيا.

## المنشورات
شملت مطبوعات سليمان كلا من الكتب التي شارك في تأليفها وكذلك الكتب التي شارك في ترجمتها إلى اللغة العربية. فيما يلي مجموعة مختارة من منشوراته:

### الكتب
- ج. س. كريستيانسن، م. إ. الهواري، س. ع. سليمان، تطبيقات التحكم الأمثل في أنظمة الطاقة الكهربائية، بلينوم للنشر، نيويورك، نيويورك، 1987. (ردمك 0-306-42517-3)
- ج. س. كريستيانسن، س. ع. سليمان، التشغيل الأمثل على المدى الطويل لأنظمة الطاقة الكهربائية، بلينوم للنشر، نيويورك، نيويورك، 1988. (ردمك 0-306-42875-X)
- ج. س. كريستيانسن، س. ع. سليمان، التحكم الأمثل للمفاعلات النووية الموزعة، بلينوم للنشر، نيو يورك، ني، 1989. (ردمك 0-306-43305-2)
- س. ع. سليمان، أ. م. الكانداي، تنبؤ الحمل الكهربائي: النمذجة وبناء نموذج، إلزيفير، أ. بوترورث-هاينمان، 2010، (ردمك 978-0-12-381543-9)
- س. ع. سليمان، أ. ه. مانتاوي، تقنيات التحسين الحديثة التطبيقات في أنظمة الطاقة الكهربائية في الصحافة، سبرينغر للنشر، يناير 2012، (ردمك 978-953-307-335-4)

### التراجم
- أنظمة الطاقة، غونغور ر. بيهيتش، ترجمه إلى اللغة العربية س. ع. سليمان، أ. م. الكندري، م. المازدي، نشره جامعة الكويت، 1996.
- أنظمة التحكم، س. د. دورف، ر. بيشوب، الطبعة السابعة، ترجمه إلى اللغة العربية س. ع. سليمان، أ. م. الكندري، جامعة الكويت.
- الأدوات والقياسات الإلكترونية، ل. د. جونز، أ. فوستر تشين، ترجمه إلى اللغة العربية س. ع. سليمان، أ. م. الكندري، س. أ. إيمبابي، نشره الهيئة العامة للتعليم التطبيقي والتدريب، 1996.